# 岐阜県立益田高等学校濃斐分校
岐阜県立益田高等学校濃斐分校（ぎふけんりつましたこうとうがっこう　のうひぶんこう）とは、かつて岐阜県益田郡金山町（現在の下呂市）にあった公立の高等学校の分校。

## 概要
益田高等学校の定時制の分校であった。県立高等学校の分校であったが、設置者は金山町であった。
校舎は金山町立濃斐中学校の校舎の一部を使用していた。濃斐中学校の跡地は、現在の金山小学校である。

## 沿革
- 1948年（昭和23年）
  - 10月14日 - 武儀郡金山町に岐阜県立益田高等学校武儀郡金山分校として開校。校舎は金山小学校の校舎の2階を使用。
  - 11月9日 - 認可を受ける。
- 1951年（昭和26年）4月19日 - 武儀郡学校組合立濃斐中学校の校舎に移転。岐阜県立益田高等学校濃斐分校に改称する。
- 1959年（昭和34年）3月10日 - 募集を停止。
- 1962年（昭和37年）3月 - 廃校。廃校時の生徒数は31名。